# Joseph Plateau
Joseph Antoine Ferdinand Plateau (1801-1883) là nhà vật lý người Bỉ. Năm 1829, ông đã phát hiện ra rằng: Trong khoảng thời gian là 0,1 giây, mắt của con người chúng ta vẫn còn cảm giác nhìn thấy vật. Đó là vì sau khi ánh sáng kích thích trên màng lưới tắt, ảnh hưởng của nó vẫn còn được lưu lại trong khoảng thời gian đó. Như vậy, Plateau đã phát hiện ra hiện tượng lưu ảnh của mắt. Hiện tượng này rất có ứng dụng trong đời sống.